# Pristimantis sanguineus
Pristimantis sanguineus es una especie de anfibio anuro de la familia Craugastoridae.

## Distribución
Esta especie es endémica de Colombia. Habita en los departamentos de Chocó, Antioquia, Risaralda y Valle del Cauca entre los 50 y 1500 m de altitud en la llanura del Pacífico y en la vertiente occidental de la Cordillera Occidental.

## Descripción
Los machos miden de 16.9 a 24.0 mm y las hembras de 29.1 a 35.2 mm.

## Publicación original
- Lynch, 1998 : New species of Eleutherodactylus from the Cordillera Occidental of western Colombia with a synopsis of the distributions of species in western Colombia. Revista de la Academia Colombiana de Ciencias Exactas Físicas y Naturales, vol. 22, n.º 82, p. 117-148[5]